# Jean Villemot
Pour les articles homonymes, voir Villemot.
Jean Villemot, né le 22 juin 1880 à Paris et mort le 11 mars 1958 à Tanger, est un dessinateur de presse, illustrateur et caricaturiste français.

## Biographie
Jean Villemot naît le 22 juin 1880 dans le 9e arrondissement de Paris. Il est le fils de Pauline Ostermeyer et de Louis Eugène Émile Villemot.
Il est sociétaire des Humoristes. Il expose au Salon de L’Araignée. Il est un ami de Georges Redon.
Il travaille pour divers journaux illustrés dont Le Pêle-mêle, Le Frou-frou, Le Sourire, Le Rire, L’Indiscret. Il dessine aussi pour L'Assiette au Beurre, Fantasio et Le Témoin de Paul Iribe.
Mobilisé lors de la Première Guerre mondiale, il est blessé en décembre 1914 lors d'une bataille, puis élevé au grade de capitaine et décoré de la Légion d'honneur en 1915.
Il est le père de l'affichiste français Bernard Villemot.
Jean Villemot meurt le 11 mars 1958 à Tanger.

## Critiques
« Remarquable dessinateur humoriste, un crayon narquois, des inventions graphiques exceptionnelles et un sens aigu du comique ». 
— Dico Solo[réf. souhaitée]
« Ils sont nombreux les humoristes militaires qui portent crânement la capote bleue couleur de ciel, et auxquels leur périlleux devoir ne fait pas oublier l'Humour! J'aurais plaisir à les citer tous pour leur dire la reconnaissance des humoristes civils. Voici quelques glorieux blessés : Formisyn, Jean Droit, Boutet de Monvel, Devambez, Jean Villemot, Jean Falké, Grand'aigle, Lortac, Le Petit ». 
—  « Les Humoristes de la guerre » par Louis Morin, in Je sais tout, n° 123, mars 1916